# Xã Estelline, Quận Hamlin, South Dakota
Xã Estelline (tiếng Anh: Estelline Township) là một xã thuộc quận Hamlin, tiểu bang Nam Dakota, Hoa Kỳ. Năm 2010, dân số của xã này là 324 người.